# Перли (город, Миннесота)
Перли (англ. Perley) — город в округе Норман, штат Миннесота, США. На площади 0,6 км² (0,6 км² — суша, водоёмов нет), согласно переписи 2002 года, проживают 121 человек. Плотность населения составляет 193,6 чел./км².
- Телефонный код города — 218
- Почтовый индекс — 56574
- FIPS-код города — 27-50506[1]
- GNIS-идентификатор — 0649302[2]